# Hareid
Hareid est une kommune de Norvège. Elle est située dans le comté de Møre og Romsdal.